# Komesar
Komesar (od latinski:  commissarius  = povjerenik, zastupnik, od glagola: commissare =  slati,  povjeriti) je naziv za službenu osobu s posebnim punomoćima, kojoj je povjeren neki zadatak (obično privremen). Današnje značenje se najčešće veže uz političkog komesara u vojskama socijalističkih zemalja od ruskog: комиссар, koji je označavao visokog časnika - povjerenika za ideologiju.
No naziv komesar je puno stariji i postoji i u drugim jezicima poput francuskog: Commissaire, njemačkog: Kommissar, talijanskog: Commissario. 
U anglosaksonskom svijetu postoje dvije riječi za termin komesar ; Commissar (koji bi odgovarao ruskom značenju te riječi -komesar politički povjerenik) i Commissioner (koja pak označava člana neke komisije ili visokog vladinog dužnosnika kome je povjeren neki poseban zadatak, oni tim izrazom prevode i njemačke, francuske i talijanske komesare (koji su obično policijski dužnosnici).
U zemljama Commonwealtha Visoki komesar je ekvivalent za veleposlanika. U nekim britanskim kolonijalnim posjedima Visoki komesar bio je mandator krune koji je upravljao povjerenim mu područjem.
Komesar je naslov koji se ponekad daje visokim dužnosnicima u privatnom sektoru, na primjer to je čest naziv u mnogim sjevernoameričkim sportskim ligama.

## Povijest
Prvi komesari pojavili su se u 18. st. u vojskama talijanskih republika. To su bile najamničke vojske, a komesari ( povjerenici) su imali zadatak da provjeravaju vjernost vojnika i njihovih zapovjednika prema poslodavcu. Kasnije su se komesari - kao povjerenici za posebne zadatke, počeli pojavljivati najčešće u kriznim stanjima,  u pravilu za revolucija i građanskih ratova, poput Francuske revolucije u revolucionarnoj vojsci. Komesari su postajali i u američkoj vojsci za vrijeme Američkog rata za neovisnost komesari su nadzirali lojalnost zapovjednika vojnih jedinica američkih kolonista, kao i politički i borbeni moral vojnika.
Komesare je prvi u Rusiju uveo car Petar I. kao carske namjesnike s posebim ovlastima.
Komesari su ponovno zaživjeli u Carskoj Rusiji za vrijeme Privremene vlade 
Karenskog (Временное правительство России) (15. ožujka - 14. rujna 1917.) Carskoj Rusiji kao visoki vladini namjesnici za pojedine gubernije. No komesari su postali slavni tek od utemeljenja sovjetske tajne policije Čeke gdje su bili visoki časnici s posebnim ovlastima, i u vojnim postrojbama Crvene armije za vrijeme Ruskog građanskog rata. Bjelogardejci su svoje protivnike zvali boljševici i komesari.

## Komesari Sovjetskog saveza

### Narodni komesar
Narodni komesar  (koje su Rusi skraćeno zvali narkom) bio je visoki vladin dužnosnik iz Savjeta narodnih komesara (Совет народных коммиссаров СССР). Oni su se pri put pojavili u vladi RSSR kao zamjena za omraženi  
buržoaski izraz ministar, a nakon toga su i ostale sovjetske republike usvojile tu praksu.
Narodni komesari i Narodni komesarijati su prezvani (ukinuti) u stara imena ministar i 
ministarstvo 1946. ukazom Vrhovnog sovjeta SSSR-a.

### Politički komesar
Prvi koji su uveli političke komesare (povjerenike za politička pitanja) bili su francuski revolucionari za Francuske revolucije (1789. – 1799.), koji su na taj način htjeli suzbiti protu-revolucionarne pokrete i ideologije unutar vlastite vojske, i tako osigurati pobjedu Republikanaca.
Politički komesar je bio visoko rangirani časnik u stožeru veće vojne jedinice, koji je zajedno sa zapovjednikom rukovodio jedinicom. Postavljala ih je komunistička partija zbog političke i ideološke kontrole, nijedna zapovijed formalno nije mogla biti provedena dok je prethodno nisu odobrili; zapovjednik i komesar. Za komesare su često postavljani ljudi koji nisu imali nikakvu vojnu izobrazbu, ali su oni i pored toga zauzimali izuzetno visoke vojne i posebno političke položaje. Komesar je zapravo imao veće ovlasti i od svog zapovjednika, - ako je posumnjao u njegovu lojalnost - mogao ga je smijeniti i po potrebi uhititi.
No nakon velikih i teških poraza koja je trpjela Crvena armija 1942., ova politička zapovjedna linija je ukinuta, politički komesari su ostali jedino po pukovima i to kao povjerenici za politička pitanja i na razini armija koje su imale Vojne savjete u koje su delegirani i politički komesari zajedno s najvišim časnicima.

### Vojni komesar
Vojni komesar  ili voenkom (ruski военком), bio je službenik na čelu vojnog komesarijata - područnih ureda koji su se bavili pitanjima novačenja.

### Komesari u NKVD
Sve do kraja 1930-ih, pripadnici Narodne Milicije i Unutrašnje vojske ministarstva unutrašnjih poslova, NKVDa, nisu imali nikakvih službenih činova, i služili su se nekim internim pravilima, namjesto uobičajene hijerahijske strukture. Od 1935. Milicija je utemeljila svoj posebni sustav činova, koji je u mnogočemu bio preslik vojnih.
Taj sustav je primijenila i novoutemeljena tajna policija Glavna uprava državne sigurnosti - GUGB (Главное управление государственной безопасности) od 1934. – 1943., iako su oni za 
najviše časnike primijenili komesarske činove umjesto milicijskih naziva inspektor i direktor.
Od 1943. Milicija je prešla na novi sustav činova po uzoru na Crvenu armiju. Umjesto dotadašnjih generalskih činova, počelo se upotrebljavati nazive Komesar Milicije 3, 2, i 1 reda, iako su oni po uzoru na vojsku imali standardne činove general bojnik, general-lajtnant i general pukovnik s pripadajućim oznakama na uniformi (epoletama). Ti komesarski činovi zamijenjeni su standardnim generalskim 1975.

## Politički komesari u Jugoslaviji (NOVJ)
Odluka o uvođenju političkih komesara u stožere partizanskih jedinica donesena je, istovremeno kad i odluka o podizanju ustanka, 4. srpnja 1941. godine.
U Biltenu Glavnog štaba Narodnooslobodilačkih partizanskih odreda Jugoslavije od 10. kolovoza 1941. godine, pod točkom 15. kaže se da je potrebno da se stožeri i zapovjednici partizanskih odreda pobrinu za provjerene i dobre zapovjednike i političke komesare.
Na savjetovanju u Stolicama, u rujnu 1941. godine utvrđena je struktura i organizacija Glavnih stožera, Stožera partizanskih odreda i nižih zapovjedništava. Politički komesari od tada su postali obavezni od Glavnog stožera do stožera svih nižih postrojbi do razine satnije. Na taj način je uvedeno kolektivno rukovodstvo, tako da su stožeri od tada uglavnom imali sastav od četiri osobe: zapovjednik, politički komesar, zamjenik zapovjednika i pomoćnik političkog komesara.
Politički komesari i njihovi pomoćnici sve do 24. travnja 1944. godine nisu imali časničke činove. Tada je Vrhovni štab NOV i POJ doneo Uredbu o zvanjima političkih komesara i njihovih pomoćnika, koji su dobili odgovarajuće razie činova ravne činovima zapovjednika i njihovih zamjenika.
Politički komesari, zadržani su u organizaciji Jugoslavenske armije i nakon završetaka Drugog svjetskog rata, sve do 1. lipnja 1953. godine, tad su ukinuti naredbom Vrhovnog zapovjednika JNA maršala Josipa Broza Tita.

## Komesari u ostalim zemljama
Komesari su postojali i u mađarskoj Crvenoj armiji za vrijeme socijalističke revolucije 1919. godine, kao i za kineske revolucije. Oni su postojali i u španjolskoj republikanskoj armiji. Tijekom Drugog svjetskog rata funkcije komesara uvedene su u partizanskim postrojbama; Albanije, Bugarske, Italije, a kasnije i u Grčkoj (ELAS), Koreji i Alžiru.

## Ostala značenja
Naziv Commissary (Komesar) postoji i danas u Britanskim oružanim snagama i Vojsci Sjedinjenih Američkih Država to je časnik zadužen za logistiku i potporu vojske koji opskrbljuje komesarijat (komesariat).
Visoki komesar (francuski Haut commissaire) bio je povjerenik Lige naroda za Danzing između dva rata. I danas međunarodne organizacije poput UNa imaju taj naziv za svoje povjerenike za posebne zadatke.